# Harf al-Musaytirah
Harf al-Musaytirah (tiếng Ả Rập: حرف المسيترة) là một ngôi làng Syria ở huyện Qardaha thuộc tỉnh Latakia. Theo Cục Thống kê Trung ương Syria (CBS), Harf al-Musaytirah có dân số 2.540 người trong cuộc điều tra dân số năm 2004.